# 더 레드 필
더 레드 필(The Red Pill)은 미국에서 제작된 케시 제이 감독의 2016년 다큐멘터리 영화이다.
이 영화는 남성인권 운동을 탐구한다. 제이 감독은 이 운동의 지도자들과 추종자들을 1년 간 촬영한다. 2016년 10월 7일 뉴욕에서 초연되었다. 2017년 그래비타스 벤처스에 의해 DVD와 블루레이로 출시되었다.